# Антюфеев, Владимир Юрьевич
Владимир Юрьевич Антюфеев (род. 19 февраля 1951, Новосибирск, РСФСР, СССР), в прошлом известен под псевдонимами Владимир Александров и Вадим Шевцов — государственный деятель Приднестровской Молдавской Республики и подконтрольной России Донецкой Народной Республики. Министр государственной безопасности Приднестровской Молдавской Республики с 16 мая 1992 по 30 декабря 2011 (и. о. 30 декабря 2011 — 17 января 2012). Первый вице-премьер Донецкой Народной Республики по вопросам государственной безопасности 10 июля по 23 сентября 2014. Кандидат политических наук (2003). Генерал-лейтенант.
По состоянию на 2023 год, за «сепаратистскую деятельность», находится под международными санкциями Евросоюза, США, Великобритании и ряда других стран.

## Биография
Родился 19 февраля 1951 в городе Новосибирске. В 1971—1973 служил по призыву в рядах Советской армии. В 1974 окончил Минскую специальную среднюю школу милиции МВД СССР, а в 1999 окончил Российскую академию государственной службы при Президенте Российской Федерации.

### Служба в милиции
С 1973 года на службе в МВД СССР. Работал начальником Отдела уголовного розыска УВД исполкома города Риги, с 1987 заместитель начальника УВД Ленинградского райисполкома Риги. С апреля 1990 года по февраль 1991 года — заместитель начальника уголовного розыска УВД исполкома Риги. С февраля по май 1991 — начальник 4-го отдела (раскрытие квартирных краж) управления криминальной милиции Департамента милиции МВД Латвии.
В мае 1991 года откомандирован в распоряжении Главного управления охраны общественного порядка МВД СССР.
По данным газеты «Диена», Генпрокуратура Латвии подозревает Антюфеева в соучастии в убийстве во время Августовского путча 1991-го, в котором обвиняют рижских ОМОНовцев. Тогда подчинённые Антюфееву омоновцы в центре Риги открыли огонь по микроавтобусу, в результате чего был убит водитель и тяжело ранен один пассажир. В сентябре 1991 года Антюфеев покинул территорию Латвии. Уголовное дело против Антюфеева было закрыто в 2001 году в связи с истечением срока давности, в международном розыске до 21 августа 2001 года.

### Деятельность в Приднестровье
В конце 1991 прибыл в приднестровский регион Молдавии. Поступил на службу в УВД Приднестровской Молдавской Республики, возглавлял Оперативный Отдел УВД, сменил имя на псевдоним Вадим Георгиевич Шевцов, позднее снова Антюфеев.
В мае 1992 года возглавил Управление республиканской безопасности ПМР. С сентября 1992 года — министр государственной безопасности ПМР (переназначался в 1997, 2000, 2002 и 2007 годах).
В марте — ноябре 1994 года Антюфеев возглавлял образованный для борьбы с организованной преступностью Комитет республиканской безопасности при Президенте ПМР, в подчинении которого находились МГБ и МВД Республики.
На выборах в Государственную думу 1999 года входил в избирательный список партии ЛДПР по Северо-Западному региону Выбыл из списка после того как избирательное объединение ЛДПР было переименовано в «Блок Жириновского», а сам избирательный список сокращен в три раза..
В 2003 году защитил в Москве диссертацию на соискание учёной степени кандидата политических наук на тему: «Геостратегия России на юго-западном направлении в современных условиях».
В 2004 году Прокуратура Молдавии возбудила против Антюфеева уголовное дело, обвинив в «присвоении власти» и «превышении должностных полномочий», выразившихся содействии освобождению от уголовного преследования в 1993 работника МГБ Дмитрия Соина.
В том же году гражданин России Владимир Антюфеев был включён в список лидеров Приднестровья, объявленных на территории Евросоюза персонами нон грата.
В 2008 году во время войны в Грузии был назначен спецпредставителем ПМР по взаимодействию с Сухумом и Цхинвалом в рамках военного договора о взаимопомощи СНГ-2.
30 декабря 2011 года указом нового президента ПМР Евгения Шевчука освобождён от должности министра государственной безопасности, и 19 января 2012 уволен с военной службы в запас по достижении предельного возраста пребывания на военной службе.
В начале 2012 года в Приднестровье против Антюфеева было начато уголовное расследование по обвинению в злоупотреблении властью, незаконном присвоении государственных средств и уничтожении документов.

### Отъезд в Россию и уголовное преследование в ПМР
В ходе президентской избирательной кампании 2011 года активно поддерживал кандидатуру действующего президента Игоря Смирнова. Основной же конкурент Смирнова депутат парламента Евгений Шевчук выставлялся министром Антюфеевым как политик к которому «проявляют интерес британские спецслужбы». Также в июле 2011 года близкий к Шевчуку подполковник милиции Геннадий Кузьмичев был арестован МГБ. Однако, президент Смирнов проиграл выборы в первом же туре, а во втором победил Евгений Шевчук. 30 декабря 2011 года Кабинет Министров ПМР был отправлен в отставку, 17 января 2012 года в МГБ был назначен новый руководитель.
В ночь на 24 января 2012 года под дверью квартиры Антюфеева в многоэтажном доме по улице Луначарского в Тирасполе неизвестные взорвали гранату (по другой версии произошёл самоподрыв гранаты закрепленной в виде растяжки на входной двери). Сам Антюфеев и члены его семьи не пострадали. По сообщениям СМИ, в феврале 2012 года, Антюфеев покинул Приднестровскую Молдавскую Республику и направился в Москву.
5 июня 2012 года КГБ ПМР возбудил в отношении Антюфеева уголовное дело по обвинению в злоупотреблении должностными полномочиями, имевшими тяжкие последствия. Имелось в виду уничтожение в МГБ накануне президентских выборов секретных документов (личные и рабочие дела агентуры, финансовые документы, переписка с партнёрскими спецслужбами). 30 июня 2012 года уголовное дело было закрыто Военной прокуратурой ПМР в виду отсутствия в действиях Антюфеева состава преступления.
20 июля 2012 года КГБ ПМР возбудил новое уголовное дело по обвинению Антюфеева в злоупотреблении должностными полномочиями, выразившемся в хищении или уничтожении ряда архивных уголовных дел (в том числе дела Илашку). В январе 2013 стало известно о дополнительном обвинении Антюфеева в фиктивном трудоустройстве своего сына в МГБ и финансовом ущербе государству на сумму 170 тысяч приднестровских рублей.
Проживая в Москве, с 2013 года работает заместителем генерального директора (по безопасности) АО «Объединённая двигателестроительная корпорация» (АО «ОДК»).

### Российско-украиская война
Я принимал участие в крымских событиях. Мы с моей группой прибыли в Крым задолго до 16 марта. Предмет моей гордости — это то, что я участвовал в возвращении Крыма в состав России.
10 июля 2014 года назначен первым заместителем председателя Совета Министров подконтрольной России Донецкой Народной Республики по работе с правоохранительными органами. Несколько дней спустя министрами внутренних дел и государственной безопасности были назначены Олег Береза и Андрей Пинчук. 21 июля ещё один приднестровец Александр Караман утвержден вице-премьером правительства ДНР по социальным вопросам.
С 29 июля по 3 августа, на время командировки в Россию Александра Бородая, исполнял обязанности премьер-министра ДНР.
5 сентября 2014 года на заседании Верховного Совета ДНР рассматривался вопрос о незаконном задержании ряда депутатов, генеральный прокурор Равиль Халиков уведомил собравшихся о том, что задержанные уже отпущены. С этого времени выехал за пределы республики, вслед за чем 23 сентября 2014 года последовала отставка Антюфеева.
4 ноября 2014 года в соответствии с указом главы ДНР № 3 стал Почётным гражданином Республики.

## Семья
Разведён, экс-супруга — Галина Антюфеева, депутат Верховного Совета ПМР. Сын — Владимир, экс-сотрудник МГБ.

## Звания
- СССР — майор милиции[22]
- ПМР — полковник, генерал-майор, генерал-лейтенант

## Награды

### Награды СССР
- Орден «За личное мужество» (2 марта 1990) — за высокое профессиональное мастерство и самоотверженность, проявленные при задержании опасных преступников[23]

### Награды ПМР
- Орден «За личное мужество» (30 августа 1995)
- Орден «За службу Родине в Вооружённых Силах ПМР» III степени
- Медаль «За безупречную службу» III степени (15 ноября 2001) — за многолетнюю службу в исполнительных органах государственной власти Приднестровской Молдавской Республики[24]
- Медаль «Участнику миротворческой операции в Приднестровье» (29 июля 2002) — за активную поддержку и оказание помощи Миротворческим Силам в проведении мероприятий по установлению и поддержанию мира и в связи с 10-летием со дня начала Миротворческой операции в Приднестровье[25]
- Медаль «10 лет Приднестровской Молдавской Республике» (17 августа 2000) — за активное участие в становлении, защите и строительстве Приднестровской Молдавской Республики и в связи с 10-й годовщиной со дня образования[26]
- Медаль «10 лет таможенным органам Приднестровской Молдавской Республики» (27 сентября 2002) — за активную деятельность в формировании и развитии таможенных органов Приднестровской Молдавской Республики и в связи с 10-летием со дня образования таможенных органов Приднестровской Молдавской Республики[27]
- Медаль «15 лет таможенным органам Приднестровской Молдавской Республики» (24 сентября 2007) — за большой вклад в становление, развитие и совершенствование таможенной системы Приднестровской Молдавской Республики, обеспечение экономической безопасности Приднестровской Молдавской Республики, добросовестное исполнение служебного долга, высокий профессионализм и в связи с 15-й годовщиной со дня образования таможенных органов Приднестровской Молдавской Республики[28]
- Благодарственное письмо Президента ПМР (6 сентября 2000) — за активное участие и высокую организацию в проведении мероприятий, посвященных 10-й годовщине со Дня образования Приднестровской Молдавской Республики[29]

### Награды Абхазии
- Орден «Честь и слава» III степени (2006, Абхазия) — за укрепление дружбы между народами Абхазии и Приднестровья[30]